# Gesonia gemma
Gesonia gemma là một loài bướm đêm trong họ Noctuidae.